# Lysapsus bolivianus
Espèce
Synonymes
- Lysapsus limellus bolivianus Gallardo, 1961
- Pseudis boliviana (Gallardo, 1961)

Statut de conservation UICN

 DD  : Données insuffisantes
Lysapsus bolivianus est une espèce d'amphibiens de la famille des Hylidae.

## Répartition
Cette espèce se rencontre de l'embouchure de l'Amazone aux contreforts de la cordillère des Andes, :
- au Brésil dans les États : de l'Amapá, du Pará, du Mato Grosso et du Rondônia
- dans le nord de la Bolivie dans les départements : de Beni et de Santa Cruz.

## Étymologie
Son nom d'espèce lui a été donné en référence à son lieu de découverte, la Bolivie.

## Publication originale
- Gallardo, 1961 : On the species of Pseudidae (Amphibia, Anura). Bulletin of the Museum of Comparative Zoology, vol. 125, p. 111-134 (texte intégral).